# 한국의 반미감정

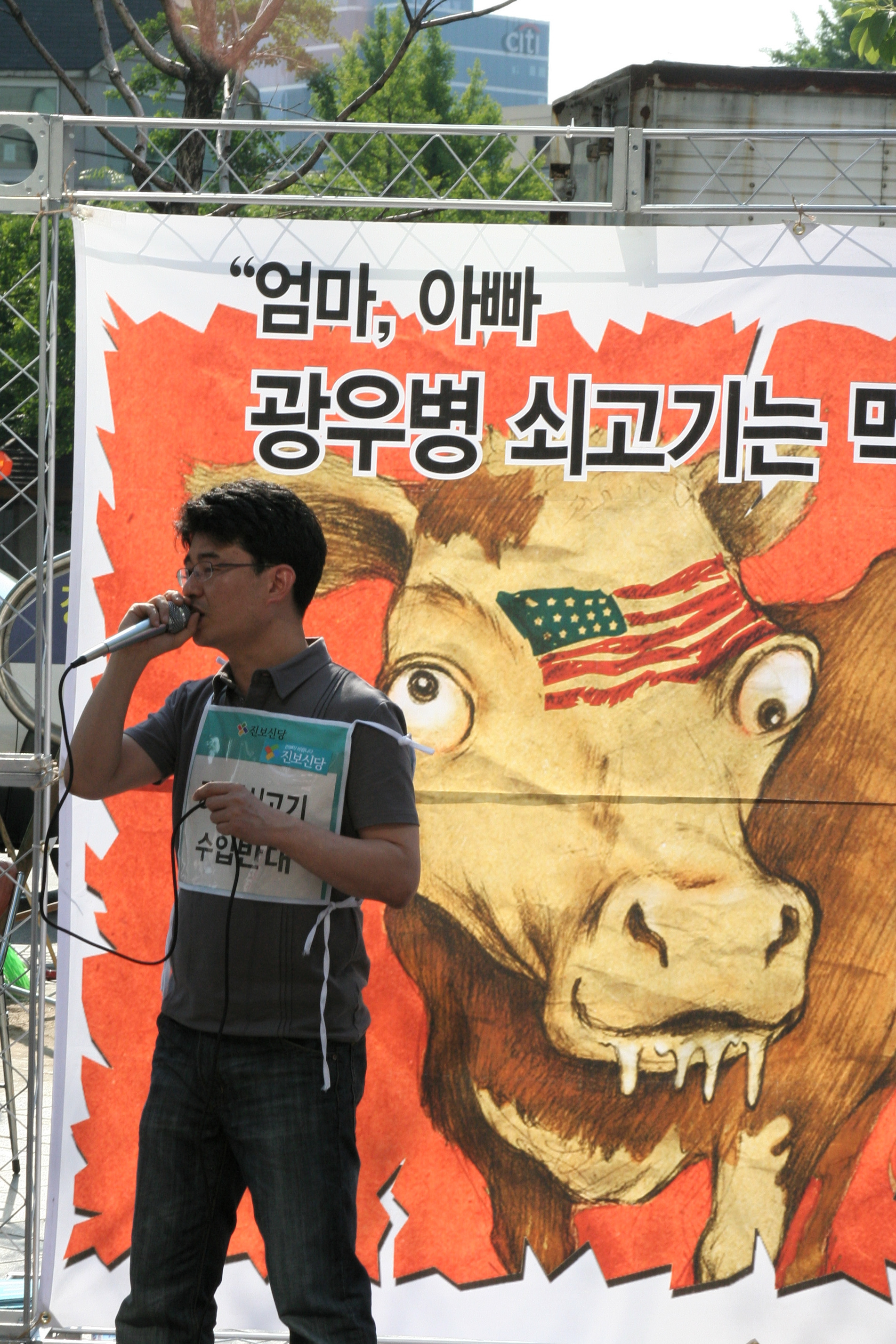
2008년 5월 11일 미국 쇠고기 협정에 반대하는 한국 시위대.

한국의 반미감정은 한국과 미국의 최초 접촉부터 시작되어 한국이 분단된 후까지 지속되고 있다. 한국전쟁 이후 반미주의는 북한과 남한 모두에서 미군(주한미군)의 주둔과 더불어 강간과 폭행 등의 행태에 주목한다. 특히 2002년 양주고속도로 사건은 반미감정에 불을 지핀 사건이다. 이러한 반미감정은 미군기지 캠프 험프리스의 확장계획에 반대하고 나선 '대추리 시위' 와 같은 저항행위의 계기로 작용하기도 했다. 또한 현재 진행 중인 한국내 미군 주둔, 특히 서울 중심부의 용산 기지(1910년부터 1945년까지 일본 제국군이 사용했던 기지)는 논쟁의 여지가 다분히 있다. 그럼에도 불구하고 한국인의 74%가 미국에 대해 호의적인 시각을 갖고 있다는 통계조사를 보면, 한국은 세계에서 가장 친미적인 국가 중 하나이기도 하므로 양면적인 인식을 보인다.
시위는 보통 특정 사건에 대하여 발생했지만 그 기저에는 더 깊고 오래된 역사적인 반서방 정서를 찾아볼 수 있다. 윌슨 센터의 아시아 프로그램 책임자인 로버트 해서웨이는 "일본과 한국에서 확인할 수 있는 반미감정의 성장은, 단순히 미국의 정책과 행동에 대한 반응이 아니라 내면적인 자국 내 동향과 발전행태를 반영하는 것으로 보아야 한다"고 말했다. 한국전쟁 후 한국의 반미주의는 미군의 주둔과 박정희 정권의 권위주의적 통치에 의한 지지에 힘입어 발생하였다. 이후 1980년대 한국의 격동적인 민주화 전환기에도 여전히 반미감정은 명백히 드러난다. 윌슨 센터와의 인터뷰에서 Katharine Moon은 대다수의 한국인이 미국 동맹을 지지하지만 "반미주의는 대부분 수십 년 동안 축적된 불만을 집단적으로 분출하는 것으로 보인다."고 지적한다. 지난 10년 동안, 많은 한국 드라마와 영화는 미국인들을 부정적인 시각으로 묘사했고, 이는 남한국민들 사이에 반미관을 품는 데 영향을 미쳤다고 볼 수 있다.

## 태프트-가쓰라 협정
태프트-가쓰라 협정(일본어: 桂・taft協定 Katsura-Tafuto Kyōtei)은 1905년 7월 29 일 미국 전쟁장관 윌리엄 하워드 태프트 와 일본 총리 가쓰라 다로 사이에 체결된 협정이다. 이 협정과 관련된 기록은 1924년에 발견되었다. 다만, 서명된 협정이나 비밀 조약은 없었고, 단지 일본과 미국의 관계 에 관한 비망록만이 남아 있었다. 일부 한국 역사가들은 미국이 일본의 한국에 대한 영향권을 인정했다고 주장하기도 한다. 대신 그 대가로 일본은 필리핀에서 미국의 미치는 영향력을 인정했다는 것이다. 그러나 공식 기록을 다루는 미국 역사가들은 해당 협정에 대해 어떤 합의도 이루어지지 않았다고 발표했다. 그들은 그저 둘 다 자국 정부의 공식 정책을 다시 언급했을 뿐이라는 것이다. 실제로 태프트는 이 협정의 내용은 그저 그의 사견에 불과하며, 그가 미국 정부의 공식 대표가 아니라는 점을 매우 조심스럽게 밝혔다(태프트는 미국 국무장관 이 아니라 전쟁장관이었다).
이 협정에 대한 한국의 반응은 당연히 부정적이었다. 일부 한국 역사학자(예: A New History of Korea의 저자 이기백)는 태프트-가쓰라 협정이 1882년 5월 22일 인천에서 체결된 한미 수호 통상조약을 위반했다고 보고있다. 그 조약은 상호 방위 조약으로 구성되어있지만 사실상 미국측은 이행하지 않았다. 이후 조선왕조는 1897년에 끝나고 만다. 태프트-가쓰라 협정은 역사적으로 모호한 사건에 지나지 않았었다. 그러나 최근 일부 좌파성향의 활동가들은 이 협정을, 한국의 안보 및 주권 문제에 미국을 얼마나 신뢰할 수 없는지를 보여주는 사례로 들어 비판하고 있다.

## 한국전쟁 이전

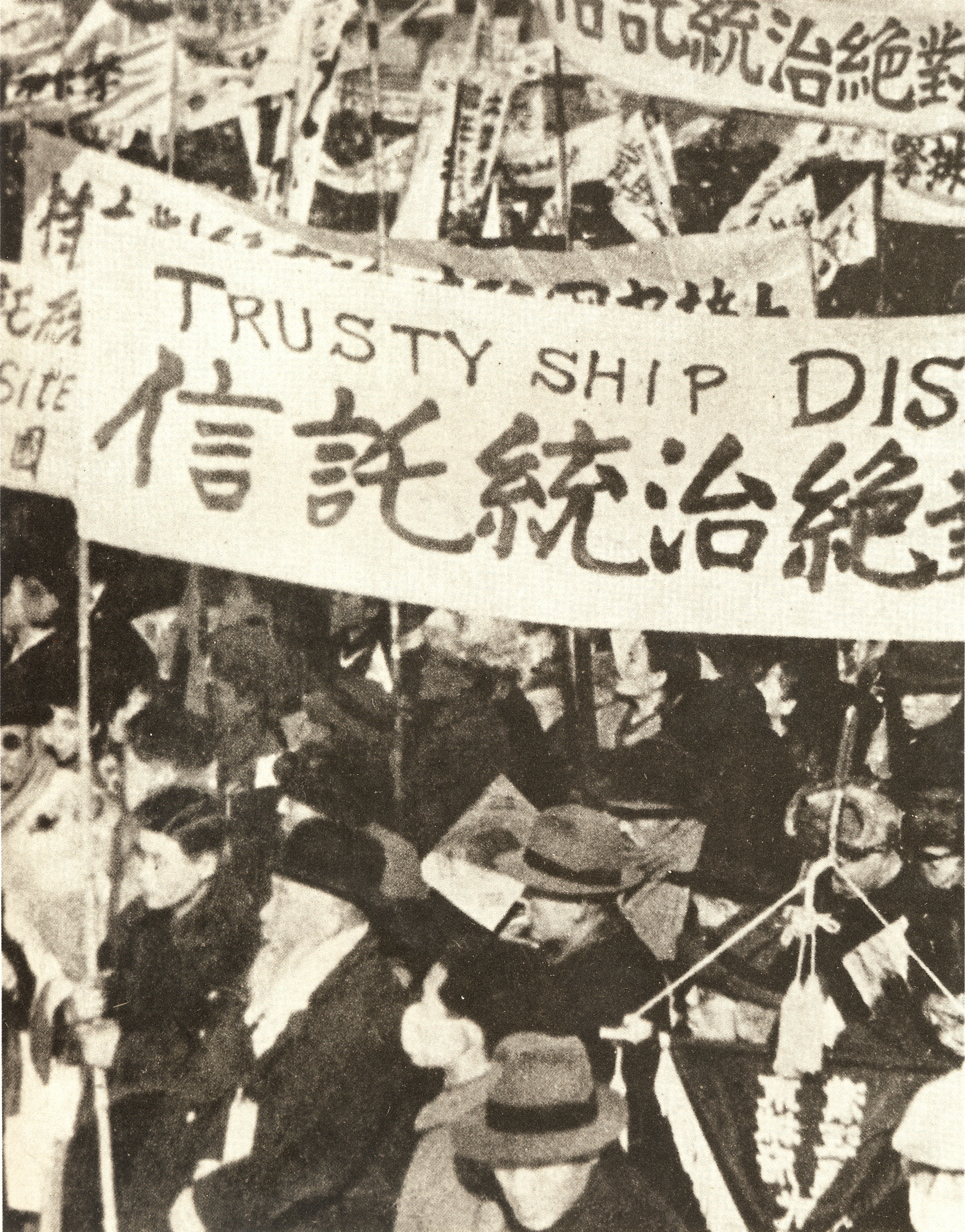
1945년 12월 반탁운동.

제2차 세계 대전에서 일본이 패배한 후 미국은 한국에 군사정부기관을 설치하고 여러 정책을 추진했다. 군사기관은 초기에는 동일한 일본 식민정부를 지지했다. 따라서 일본 관리를 해임했지만 고문으로 유지했다. 미국인들이 완전히 도착하기 전에 한국인들은 인민에 기초한 그들 자신의 정부인 조선인민공화국을 발전시켰다.(이것은 북한의 공식명칭인 조선민주주의인민공화국과 명백히 다른 용어이다.) 그러나 이 정부는 무시되고 검열을 당했으며, 결국 미군정의 법령에 의해 불법화되었다. 군사정권은 또한 대지주, 부유한 사업가, 전직 식민 관료들로 구성된 초기 한국민주당(KDP)에 다수의 의석을 제공하는 자문위원회를 만들었다. 이후 미국 군사 정부와 이 자문위원회는 입법부 선거를 실시했다.
선거는 보이콧 되었고 전국적으로 농민들에 의한 항의가 발생했다. 이러한 봉기는 경찰, 미군, 탱크, 계엄령 선포로 진압되었다. KDP나 그 동맹국이 아닌 유일한 대표는 오직 제주도 출신이었다. 더욱이 미국이 모스크바 회의에서 합의한, 남한의 기존 인민 조직과의 협의를 거부하고 한국을 분단시키는 것은 대다수의 한국인들에게 불편하게 와닿았다. 마지막으로, 법적 반대를 무릅쓰고 소련의 통제를 받고 있는 북한이 불참한 유엔 선거를 추진함으로써 결국 분단된 대한민국이 도래했다.

## 노근리 학살

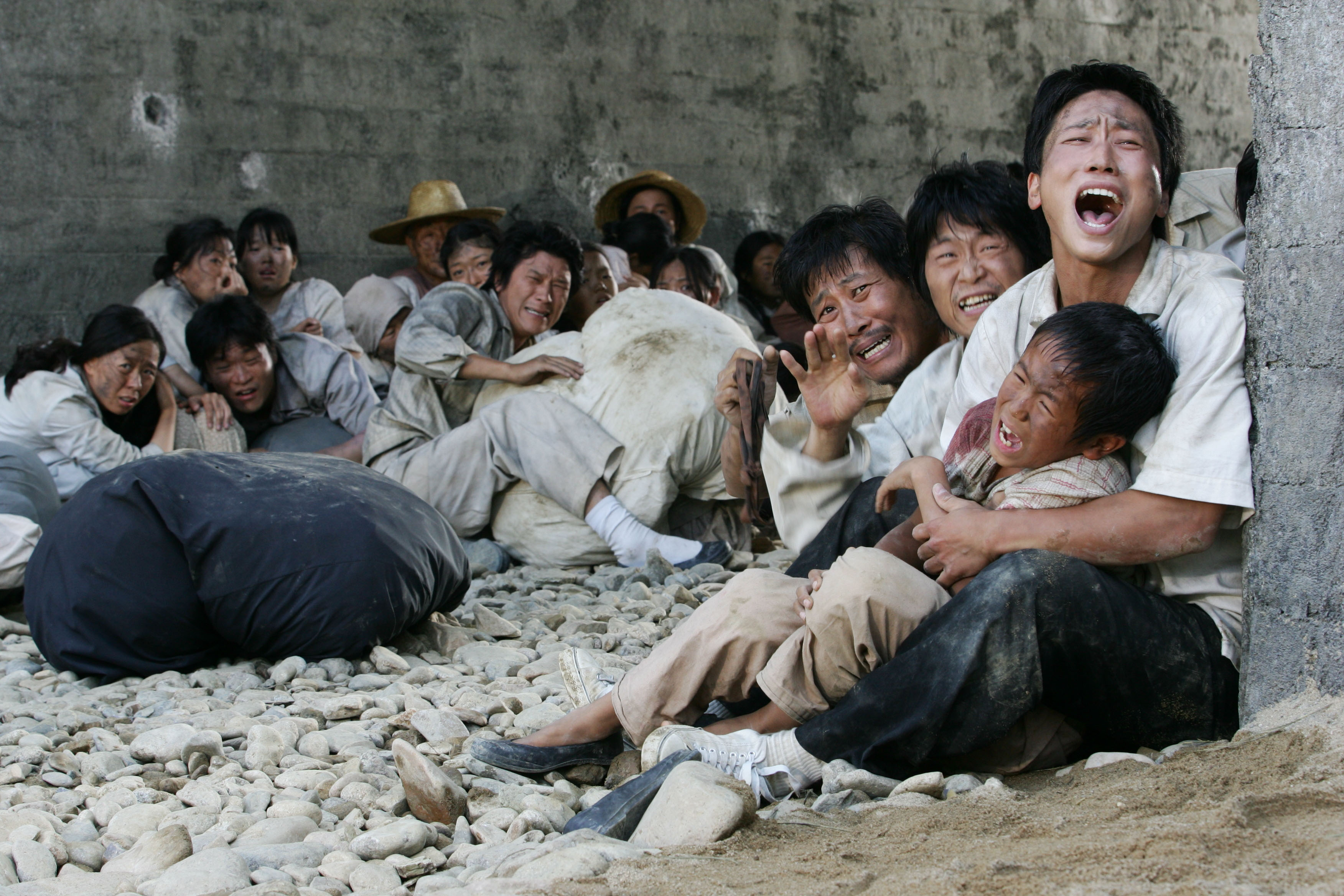
2009년 한국 장편 영화 작은 연못 의 노근리 다리 아래 장면 묘사.

노근리 학살은 한국전쟁 초기인 1950년 7월 26~29일에 노근리 마을 근처의 철교에서 미 제7기병연대 (그리고 미군의 공습)에 의해 한국 피난민들이 살해된 사건이다.(개정 로마자 표기 Nogeun-ri) 2005년 한국 정부는 사망자와 실종자 163명(대부분 여성, 어린이, 노인)과 부상자 55명의 신원을 확인했으나 다른 많은 희생자들의 이름은 확인되지 못했다고 보고했다. 생존자들은 일반적으로 400명이 사망한 것으로 추정했다. 이에 대해 미 육군은 사상자 수를 "알 수 없음"으로 발표했다. 베트남 미라이 학살과 함께 20세기 미군 지상군에 의한 단일 민간인 학살 중 최대 규모였다.
이러한 민간인 살해는 1999년 AP 통신이, 7기병 참전용사들이 생존자들의 진술을 확증한 기사를 발표했을 때 널리 주목을 받았고, 이 기사는 조사 보도로 퓰리처상을 수상했다. 7기병대의 베테랑 조 잭맨은 "그곳에 아이들이 있었는데, 8세에서 80세 사이, 눈이 멀거나 불구가 되거나 미쳤거나 상관없이 모두 쏴 죽였다."라고 말했다. AP통신은 또한 미군이 북한 침투에 대한 두려움 때문에 난민들에게 발포하라는 명령을 내렸다는 사실을 폭로했다. 수년간 생존자들의 주장을 부인한 끝에, 펜타곤은 조사를 실시했고 2001년에 살인을 인정했지만 3일간의 사건을 "고의적인 살인이 아니라 전쟁에 내재된 불행한 비극"이라고 언급했다. 미국은 생존자들의 사과와 보상 요구를 거부했다. 펜타곤 조사의 불일치로 인해 한국전쟁 참전용사인 피트 맥클로스키(보고서에 대한 조언을 위해 불려온)는 "정부는 난처한 문제에 대해 항상 거짓말을 할 것"이라고 말한 바 있다.
한국 수사관들은 7기병대가 난민들에게 발포하라는 명령을 받았다고 믿는다며 국방부 조사 결과에 동의하지 않았다. 생존자 그룹은 미국의 보고서를 " 화이트워시 "라고 불렀다. 이 기간 동안 미군 사령관이 난민 총격을 명령했음을 보여주는 추가 기록 문서가 나중에 나타났다. 또한 기밀이 해제된 문서가 발견되었지만 펜타곤 수사관에 의해 공개되지 않았다. 그 중에는 1950년 7월 주한미대사가 미군이 접근하는 난민 단체에 대해 전역 차원의 발포 정책을 채택했다는 보고가 있었음이 밝혀졌다. 그러나 지속적인 요구에도 불구하고 미국의 조사는 재개되지 않았다.
1950~1951년 유사한 사건의 생존자들은 노근리 학살사건의 폭로를 계기로 서울 정부에 항의했다. 2008년 조사 위원회는 미군에 의한 대규모 민간인 살해 혐의가 200건 이상 보고되었으며 대부분은 공습이라고 밝혔다. 난민 '살해' 명령을 자세히 설명하는 더 많은 문서가 미국 국립 기록 보관소에서 발견되었으며, 노근리 학살 이후 지휘관이 난민을 광범위하게 표적으로 삼았다는 점을 밝혀준다. 1950년 8월 낙동강을 건너는 난민들을 총살하라는 명령이 내려졌다. 같은 달 말, 게이 장군은 포병 부대에게 전장에서 민간인을 표적으로 삼으라고 명령했다. 1951년 1월, 미 8군은 한국의 모든 부대가 폭격을 포함해 가능한 모든 사격으로 피난민을 공격할 것을 상세히 지시했다. 1950년 8월, 대한민국 마산 인근 고간리 마을 옆 성지로 피신처를 찾다가 민간인 80명이 숨진 것으로 알려졌다. 다른 생존자들은 1950년 9월 포항항 인근 해변에서 미 해군 포병에 의해 사망한 민간인 400명을 회상한다

## 신촌 학살
북한은 미군이 1950년 10월 17일부터 12월 7일 사이에 신촌에서 35,000명을 학살했다고 주장한다.

## 1954년 제네바 회의
한국 전쟁 종전의 휴전 협정은 통일 문제를 다루는 정치 회의를 추구할 것을 요구했다. 자주적인 총선과 통일되고 민주적인 독립 한국에 대한 많은 제안에도 불구하고 통일 한국에 대한 선언은 채택되지 않았다. 일부 참가자와 분석가들은 미국이 한국의 통일을 방해한다고 비난하기도 한다.

## 미국 문화 센터 방화

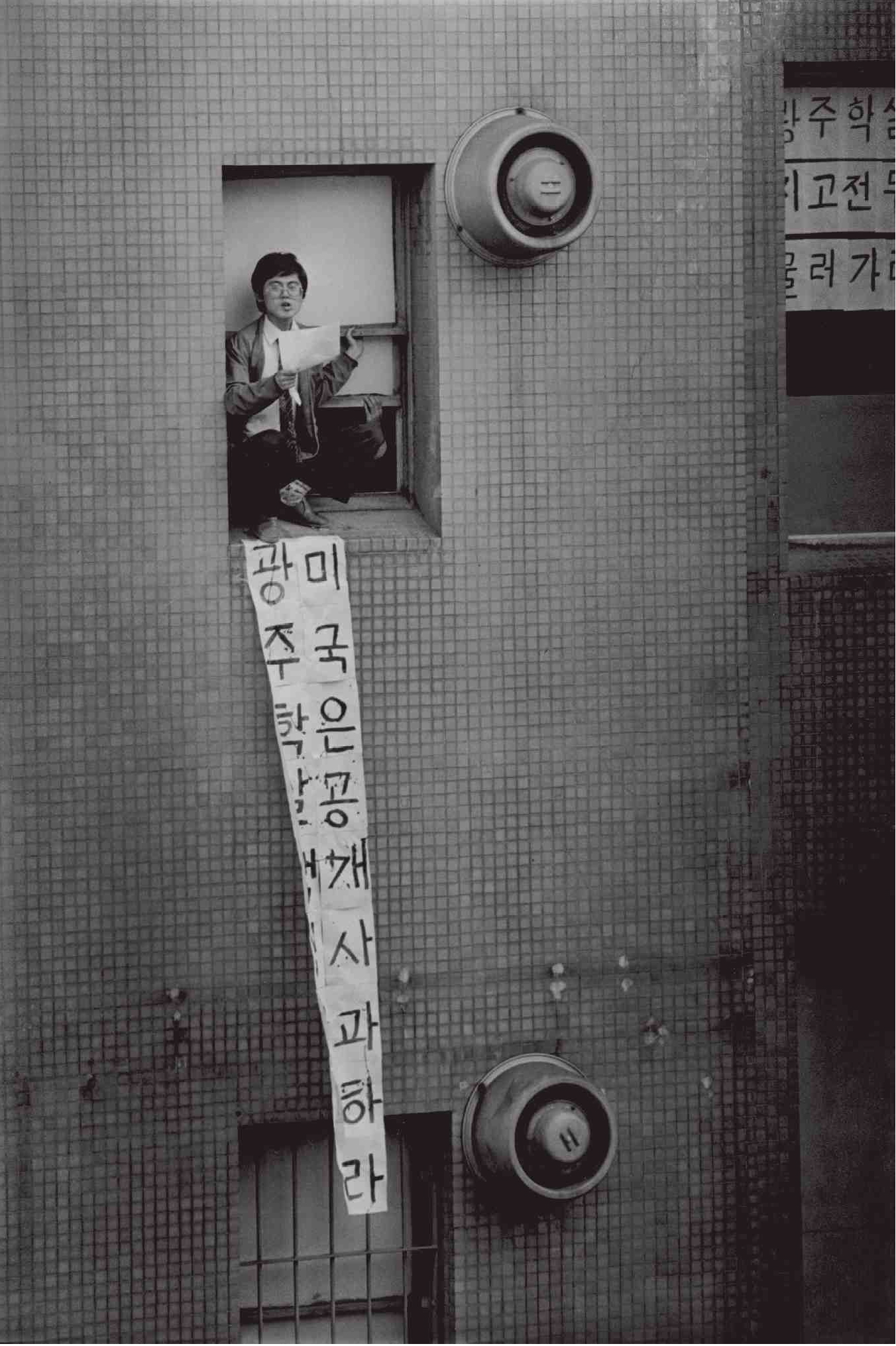
1985년 5월 23일 미국 문화원 연좌 농성

1980년 12월 9일 광주에서 광주학살에 항의하는 방화범들이 미국문화원을 불태웠다.
1982년 3월 12일 방화범들이 부산 미국문화원을 방화했다. 그들은 한 명을 죽이고, 여러 명을 다치게 했다. 문부식과 김현장은 사형을 선고받았지만 이후 무기징역, 그 후 20년형으로 감형됐다.
1982년 11월 20일 방화범들이 광주에 있는 미국문화원을 두 번째로 발포했다. 1983년 9월 대구 미국문화원이 폭격을 당했다. 1985년 5월 서울의 미국문화원이 점령당했다.
2013년 4월 23일 대구 에서 두 명의 반미 방화범이 미국 문화원이라는 학원을 실수로 공격했다.

## 군 매춘부

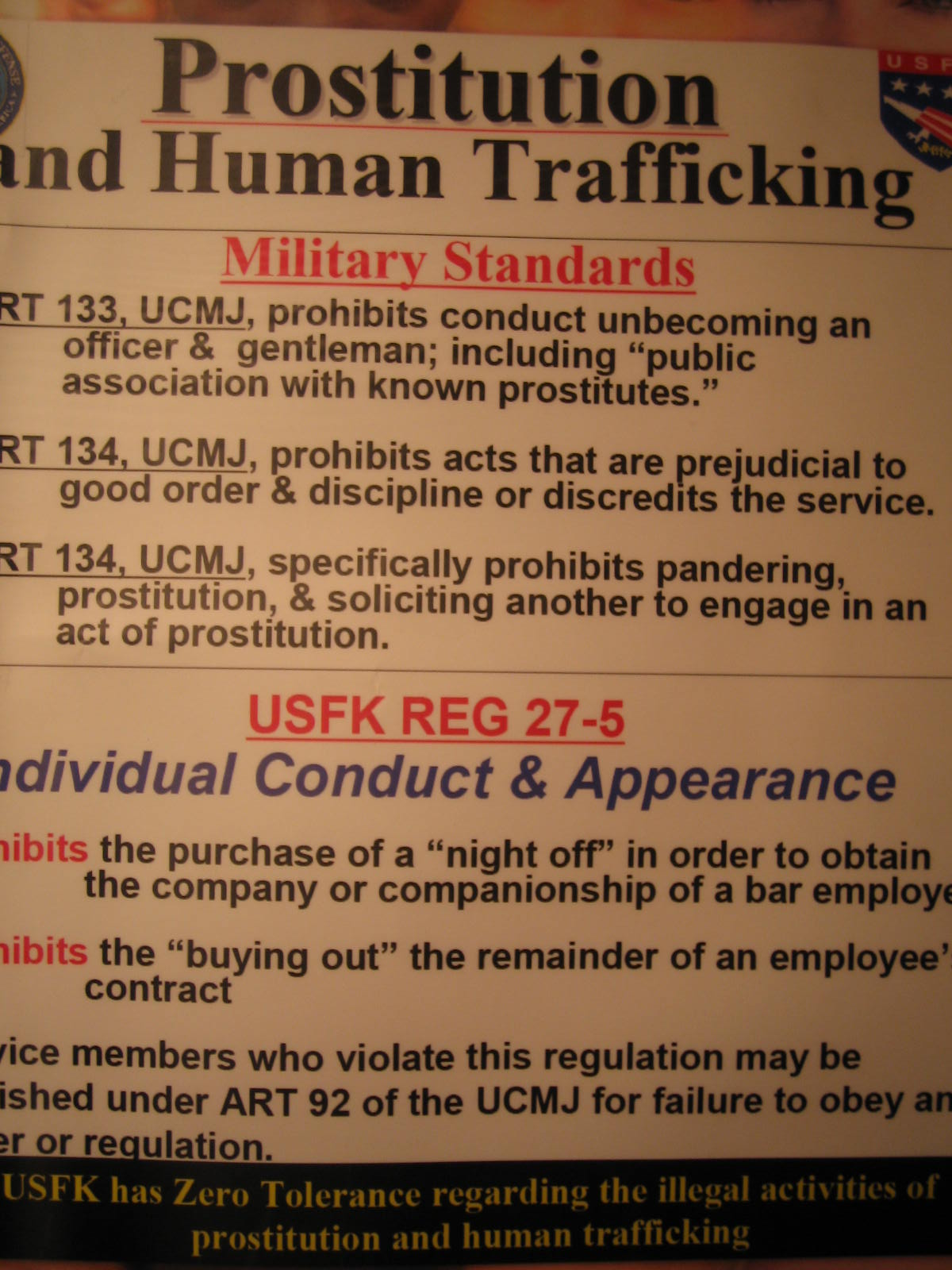
주한미군이 주한 미군을 위한 한국 내 성매매 및 인신매매 경고.

1990년대 초반 강제매춘 피해자들은 반미 민족주의의 상징이 되었다. 성매매 전직 여성들이 한미동맹을 위해 가장 큰 희생을 했다고 주장하며 보상과 사과를 요구하고 있다. 일부 남한 여성들은 미군들에게 성 서비스를 제공하도록 권유받았다고 말한다. 이 관행의 결과 일부 여성들은 군인들에 의해 살해되거나 자살했다. 미군 헌병과 남한 공무원들은 정기적으로 클럽을 급습하여, 성병을 퍼뜨리는 것으로 생각되는 여성들을 찾아 빗장이 달린 소위 원숭이 집에 가두었다. 그곳에서 매춘부들은 질환이 나을 때까지 약을 먹어야 했다.

### 윤금이 살인사건
윤금이 살인사건은 1992년 10월 28일 대한민국 경기도 동두천시에 위치한 기지촌 에서 발생한 살인사건이다. 술집 종업원 윤금이(尹今伊, 윤금이 )은 당시 26세였으나 주한미군 2사단 소속 케네스 마클(Kenneth Lee Markle III) 일병에게 살해당했다.
이 사건은 주한미군 문제를 사회문제로 부각시켰고, 한미주둔군지위협정 개정운동을 본격화하는 계기가 되었다. 마클 일병은 15년형을 선고받고 1994년 5월 17일 천안교도소에 수감됐다. 그는 2006년 8월 14일 가석방 되어 미국으로 돌아갔다.

## 양주 고속도로 사건
2002년 6월 13일, 경기도 의정부 에서 길을 걷던 14세 한국 소녀 신효순(신효순)과 심미선( 심미선 )이 미군 차량에 치명상을 입는 사건이 발생했다. . 이 사건은 미군 법원이 결정 직후 미국으로 송환된 연루된 군인들에게 무죄를 선고하면서 한국에 반미 정서를 불러일으켰다. 이로 인해 수십만 명의 한국인들이 미군의 지속적인 주둔에 항의했다.

### 싸이의 반미 퍼포먼스

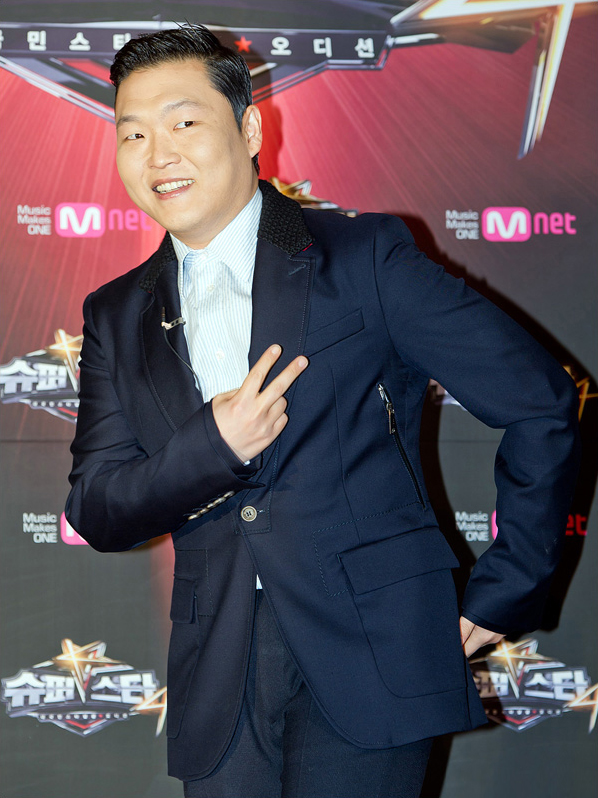
대한민국의 팝스타 싸이.

2002년 싸이 와 일부 팝스타들은 반미 콘서트에 참여했다. 싸이는 미국 M2 브래들리 장갑차 모형을 들어올려 부수고 노래 "Dear American"을 랩핑했다. 이 노래 는 한국 밴드 가 이라크 전쟁 에서 미국 의 역할에 대해 미국을 규탄 하기 위해 작곡했다. "이라크 포로들을 고문하고 그들에게 고문을 명령한 놈들을 죽여라", "그들을 모두 천천히 고통스럽게 죽여라"는 반미 가사가 포함되어있다. 2012년 12월 싸이는 미군에 사과문을 발표했다.

## 2002년 아폴로 오노 동계올림픽 논란
유타주 솔트레이크시티 에서 아폴로 안톤 오노는 명랑한 태도와 느긋한 스타일로 미국 팬들을 매료시켰으며, 미국 팬들 사이에서 인기 운동선수로 떠올랐다. 그는 당시 비교적 생소하고 알려지지 않은 스포츠였던 미국 쇼트트랙의 대표가 되었고, 그 종목에서 미국의 메달 희망을 짊어졌다. Ohno는 결과와 관련하여 약간의 논란이 있었지만 두 경기에서 메달을 획득했다.
1500m 레이스에서 오노는 2분 18초 541로 금메달을 땄다. 1500m 최종 레이스에서 한국의 김동성은 결승선을 먼저 통과했지만 크로스 트래킹 판정을 받아 실격당했다. 오노는 3바퀴를 남기고 2위에 올라 마지막 바퀴를 통과하려는 세 번째 시도에서 살짝 안쪽으로 미끄러졌고, 팔을 들어 자신이 막혔다는 신호를 보냈다. 같은 레이스에서 4위를 차지한 이탈리아의 파비오 카르타(Fabio Carta)는 “한국인이 실격 처리된 것은 황당하다”며 이의를 제기했다. 동메달에서 은메달로 올라선 중국의 리자쥔은 "심판의 결정을 존중한다. 더 이상 말하지 않겠다"고 중립을 지켰다. 호주의 스티븐 브래드버리, 1000 m 금메달을 딴 선수도 “김동성이 크로스 트래킹이 부를 정도로 움직였는지 모르겠지만, 분명히 조금 움직였다. 이것은 심판의 판정이다. 많은 사람들이 그것이 옳았다고 말할 것이고 또 다른 많은 사람들은 그것이 틀렸다고 말할 것이다."라고 발언하였다.

### "Fucking USA"
" Fucking USA "는 대한민국의 가수이자 활동가인 윤민석이 작곡한 항의곡이다. 반미외교와 반부시를 강하게 표방하는 이 노래는 아폴로 오노 올림픽 논란과 양주고속도로 사건 이후 한국의 반미감정이 최고조에 달했던 2002년에 쓰였다.

## "괴물"
2006년 한국의 괴수 영화인 괴물은 반미적으로 묘사되었다. 이 영화는 2000년 서울에서 미군을 위해 일하는 한국인 장의사가 다량의 포름알데히드를 하수구에 버린 사건에서 영감을 받았다. 영화에서 버려진 화학 물질은 서울 주민들을 위협하는 끔찍한 돌연변이 괴물을 낳는다.  한국에 주둔한 미군은 그들의 활동이 현지인들에게 미치는 영향에 대해 무관심한 것으로 묘사되었다. 또한 미군이 몬스터와 싸우기 위해 사용하는 화학약품은 고엽제를 참고해 ' 에이전트 옐로우'라는 이름이 붙었다.
이에 대해 봉준호 감독은 " 괴물'을 반미 영화로 단순화하는 건 무리지만 미국에 대한 은유와 정치적 논평은 분명히 있다"고 말했다. 미국에 비판적인 것으로 보여지지만, 이 영화는 실제로 남한 블록버스터 영화로써는 보기 드물게 북한 당국으로부터 찬사를 받았다.

## 2008년 미국산 쇠고기 시위
2008년 5월 24일부터 2008년 7월 18일경 서울 에서 미국산 쇠고기 수입에 반대하는 대규모 시위가 서울에서 열렸다.

## 2015년 미국 대사 피습
약 7시 40분 2015년 3월 5일 오전, 마크 리퍼트 주한미국대사는 정대협 회의에서 연설할 예정이던 서울 시내 세종문화 회관 부속 식당에서 칼을 휘두르는 남성의 공격을 받았다. 가해자 김기종은 우리마당((한국전쟁에 반대하는 진보적 문화단체) 일원이었다. 그는 리퍼트의 왼팔에 상처를 입히고 대사의 얼굴 오른쪽에 4인치의 상처를 입혀 80바늘을 꿰매게 하였다. 리퍼트는 서울 연세대 세브란스병원 에서 수술을 받았다. 그의 부상은 생명을 위협할 정도는 아니었지만 의사들은 리퍼트가 손가락을 다시 사용하는 데 몇 달이 걸릴 것이라고 말했다. 경찰 관계자는 공격에 사용된 칼은 10 인치 (25 cm) 였고 리퍼트에게 칼날이 경동맥 2cm 이내로 관통했다고 보고했다. ABC 뉴스는 습격사건의 즉각적인 여파를 다음과 같이 요약했다. "Lippert는 병원으로 이송되어 얼굴, 팔, 손에 깊은 상처를 입어 치료를 받았다. . . . [그는] 사건 내내 침착함을 유지했다."
김기종은 한국이 통일되어야 한다고 소리쳤고 기자들에게 자신이 연례 한미 합동 군사 훈련에 항의하기 위해 리퍼트를 공격했다고 말했다. 그는 과격한 한국 민족주의 운동의 기록을 가지고 있었다. 2010년에는 주한 일본대사를 폭행해 징역 3년을 선고받았다. 또한 2015년 9월 11일 김씨는 폭행 혐의로 12년형을 선고받았다.

## 2010년대 중반 이후
전통적으로 한국 정치의 반미감정은 보수진영보다 좌익진영에서 상대적으로 더 두드러졌다. 그러나 2010년대 이후 한국에서는 정치적 성향과 상관없이 반중감정이 크게 증가했고, 이는 역설적으로 한국 좌파의 반미감정이 크게 감소하는 결과를 낳았다.

### 한일 위안부 합의 문제
2015년 12월 28일, 한국( 박근혜 )과 일본( 아베 신조 ) 두 정부 간의 타협에 따라 한일 위안부 합의가 표결되었다.  국제앰네스티 와 한국의 좌익정당은 피해자의 입장을 고려하지 않은 이 합의를 비판했다.
한국의 모든 진보 언론은 협상이 미국에 의해 강요된 것이라고 믿는다. 그 이유는 미국은 일본의 전범 피해자인 한국인 피해자의 인권과 정의보다는 경제적으로 성장하는 중국을 견제하기 위해 한국과 일본이 협력하기를 원하기 때문이다.
한일 위안부 협정을 통해 한국의 진보진영은 지속적으로 반미 감정을 고조시키려 했다. 그러나 1년 뒤 사드 문제로 중국이 한국에 ' 경제적 보복 '을 가하면서 한국 내 혐중 감정이 급증하였고 반미감정이 크게 줄었다. 문재인 정부와 그 뒤를 이은 남한의 좌익들은 중국과 일본을 견제하기 위해 북한을 "친미 국가"로 만드는 허황된 외교 정책을 지지하고 있다. 

### 군사정보보호협정(GSOMIA) 문제
2019년 한일 무역 분쟁이 격화되자 문재인 정부는 미국 주도로 2016년 체결된 한일 군사교류협정인 지소미아(GSOMIA) 파기를 시도했다. 그러나 미국 전문가들과 정치인들은 문재인 정부의 지소미아 폐기 결정이 남한에 대한 북한의 안보 위협을 가중시킬 것이라며 문재인 정부를 강하게 비판했다. 결국 미국의 강력한 압박으로 지소미아가 유지됐다.
한국의 좌익진영은 미국이 한국의 주권을 파괴하고 일본 식민주의와 관련된 문제를 고의적으로 무시한다고 비난했다. 그들의 주장에 따르면 미국은 남한을 노예 식민지로 취급하고 제국주의적 목적을 위해 일본과 남한의 군사 협력을 '강제'했다. 그들은 또한 한국은 주권 국가이기 때문에 일본과의 모든 군사 협력을 거부할 권리가 있으며 미국은 전혀 비난해서는 안된다고 지적한다. 그러나 일부의 좌익진영에서는 미국과의 우호관계 유지를 최우선으로 고려하면서 지소미아를 받아들였다(그들은 일본과의 군사 협력을 매우 부정적으로 보았다).
민주노총은 한국 정부에 대한 미국의 '강제적' GSOMIA에 반대한다. 이들의 주장에 따르면 미국이 한국의 동맹국이라면 '전범국가 일본'이 아닌 2차 세계대전 피해자와 피해자에 대한 보상권을 요구하는 한국 정부의 입장을 지지해야 한다. 미국이 한국 국민의 반일(反日) 정서를 무시하고 미국이 한국 정부에 지소미아를 강요하면 한국 국민은 반미(反美)가 될 것이라고 지적했다.
한국의 일부 진보주의자들은 반일 정서와 친미 정서를 동시에 가지고 있다. 미국이 한국 정부에 한일 협력을 요구하기 때문이다. 오마이뉴스는 미국이 중국을 견제하기 위해 한일 관계를 개선하려는 시도를 일본 제국주의의 희생양인 한국을 희생시키는 것이라고 비판했다.

### 자국 핵무기 문제
2020년대 이후 한국의 핵무기 지지자들, 일부 보수계열 민족주의자들 사이에서 반미 정서가 등장했다. 한국의 일부 보수주의자들의 반미감정은 미국이 북한의 핵무기로부터 한국을 보호할 수 없다고 믿기 때문에 발생했다. 그러나 보수의 반미감정은 '극좌(NL) 민족주의자'의 반미감정과 구별되어야 한다. 이들은 반공·반북감정이 강하고 미국군대철수를 강력히 반대한다는 점에서 친미적이기도 하다.

## 같이 보기
- 반미주의
- 안티사대주의
- 미국 내 반한 정서
- 악의 축
- 부산미국문화원 건물 방화
- 용산기지 시위
- 신촌미국전쟁참사박물관
- 미국-북한 관계

## 노트
1. ↑  Conservatives in South Korea often have weaker or less anti-Japanese sentiment than liberals. They are willing to cooperate with Japan because 'anti-communist' (anti-North Korea government and pro-American) sentiment is stronger than liberals.
2. ↑  Most South Koreans, including liberal-to-progressives, traditionally tend to be more wary of Chinese and Japanese than the Americans.[62] Anti-American sentiment among South Korean liberal-to-progressives comes mostly from the United States' disregard for South Korea's anti-Japanese sentiment and historical justice against Japan.[63]